# Trutzige Sachsen

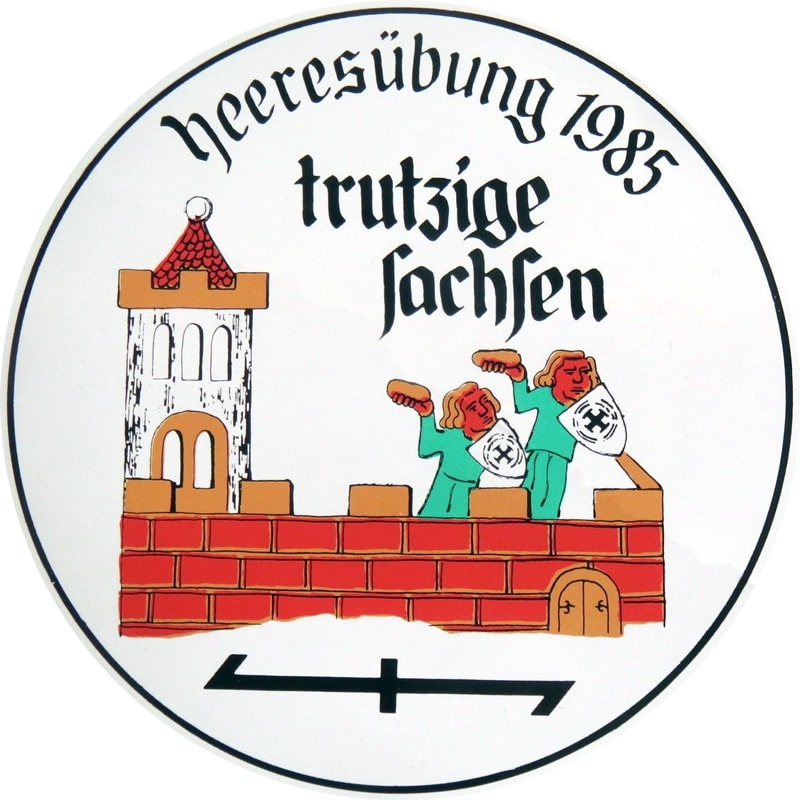
Aufkleber der Heeresübung "Trutzige Sachsen", 1985

Trutzige Sachsen war ein FTX-NATO-Großmanöver, welches im Herbst 1985 in Norddeutschland stattfand und an dem insgesamt 60.000 Soldaten und Reservisten teilnahmen.

## Auftrag
„Trutzige Sachsen“ sollte erstmals von herkömmlichen NATO-Manövern zur Territorialverteidigung abweichen, welche eine realitätsnahe West-Ost Feindsituation simulierten. In der Simulation von „Trutzige Sachsen“ stellten Schleswig-Holstein und das nördliche Niedersachsen den sogenannten „Nordpakt“ dar, Südniedersachsen bekleidete die Rolle des „Westpaktes“ und ein „Ostpakt“ blieb neutral, d. h. war am militärischen Konflikt nicht aktiv beteiligt. Die Regionen Unterelbe, Soltau, der Mittellandkanal, Wildeshausen und Bremervörde stellten das Übungsgelände dar. Hintergrund des Manövers war das Zusammenspiel zwischen Feld- und Territorialheer, sowie die Kooperation zwischen Land- und Luftstreitkräften, seitens der Bundeswehr und der alliierten Verbündeten im Rahmen einer Großübung unter Beteiligung mehrerer Divisionen. Ein weiterer Schwerpunkt war die logistische Versorgung der Kampftruppen unter Gefechtsbedingungen zu testen. Zur besseren Integration wurden die Truppenverbände und deren Kommandos international durchmischt.

### Beteiligte Truppen
- Übungstruppe „ROTLAND“ („NORDPAKT“)
  - 3. Panzerdivision, Buxtehude
  - Panzergrenadierbrigade 17, Hamburg-Rahlstedt
  - 2. US-Panzerdivision (Forward),[2] Garlstedt
  - Teile der 41. Pantserbrigade (NL), Seedorf
  - Korpstruppen I. Korps

- Übungstruppen „BLAULAND“ („WESTPAKT“)
  - 1. Panzerdivision, Hannover
  - 4th Armoured Brigade (GB), Münster
  - Luftlandebrigade 27, Iserlohn
  - Heimatschutzbrigade 52, Lingen (Ems)
  - Korpstruppen
  - gegen Ende der Übung Stab der 6. Panzergrenadierdivision aus Neumünster zu „Blauland“
- Luftunterstützung für beide Konfliktparteien:
  - 2nd Allied Tactical Air Force, Mönchengladbach
  - 4. Luftwaffendivision, Aurich
  - Unterstützung bei der Luftverteidigung durch Flugabwehrraketengruppe 5e Groep Geleide Wapens aus Stolzenau

- Schiedsrichter:
  - Für Übungspartei BLAU die 7. Panzerdivision, Unna
  - Für Übungspartei ROT die 11. Panzergrenadierdivision, Oldenburg

## Umfang
Das Manöver „Trutzige Sachsen“ fand in der Zeit vom 12. bis 20. September 1985 statt. Der Name „Trutzige Sachsen“ entstammte, in Anlehnung an die germanischen „Schwertmänner“, die Sachsen, denen man Beharrlichkeit und Freiheitsliebe zuschrieb, von Generalleutnant Gerhard Wachter, dem Kommandeur des I. Korps. An der Planung und Durchführung war maßgeblich das I. Korps der Bundeswehr mit Hauptquartier in Münster beteiligt. Im Budget der freilaufenden Übung war ein Etat von 16 Millionen DM vorgesehen. Diese Summe beinhaltete eine Rückstellung in Höhe von 5,5 Millionen DM für den Ausgleich von entstehenden Manöverschäden.
Das Manöverkonzept von „Trutzige Sachsen“ beinhaltete eine überwiegend nationale Gefechtsübung unter Beteiligung des Feldheeres der Bundeswehr, zusammen mit Verbänden des Territorialheeres, der Bundesluftwaffe sowie NATO-Verbündeten. Außer der Bundeswehr nahmen Streitkräfte aus den USA, Großbritannien und den Niederlanden teil. Daran waren insgesamt 60.000 Soldaten (12.000 Reservisten und 9.000 alliierte Soldaten), 18.000 Radfahrzeuge, 3.300 Kettenfahrzeuge und 250 Luftfahrzeuge beteiligt. Die Aktivitäten der Luftstreitkräfte waren als Übungsserie „Cold Fire“ deklariert. „Trutzige Sachsen“ war die Fortsetzung der NATO-Übungsserie Autumn Forge 85.
Der Manöver-Leitgefechtsstand der Übung „Trutzige Sachsen“ befand sich in Dörverden-Barme, in der Niedersachsen-Kaserne. Die Wilhelmstein-Kaserne in Neustadt-Luttmersen war für den Presse- und Gästestab der Manöverbeobachter vorgesehen. „Trutzige Sachsen“ wurde von 300 Journalisten und 2.000 Gästen beobachtet. Insgesamt waren 16 Nationen, 30 KSZE-Beobachter sowie der sowjetische Generalmajor Konstantin Tscherjomuchin anwesend.
Es wurde festgestellt, dass Binnenschiffe aus der UdSSR am Mittellandkanal im Raum Minden und Stadthagen aktive Spionage betrieben.  So wurden die NATO-Truppenbewegungen und der damit verbundene Funkverkehr mit elektronischen Erfassungsgeräten überwacht. Den Beobachtern wurden auf dem Truppenübungsplatz Bergen räumlich-kompakte Gefechtsausschnitte sowie das aktuelle Leistungsvermögen der NATO im Kampf mit verbundenen Waffen präsentiert. Dabei zum Einsatz kamen alle im Manöver eingesetzten Waffensysteme. Unter anderem wurde die Luftunterstützung durch den leichten Jagdbomber Alpha Jet der Bundesluftwaffe und das Erdkampfflugzeug A-10 „Thunderbolt“ der US Air Force gezeigt.

## Ablauf
Der Schwerpunkt dieser Übung sollte im nördlichen und zentralen Niedersachsen stattfinden.
„Trutzige Sachsen“ unterteilte sich in drei Phasen:
- 12. bis 14. September 1985: Aufmarsch beider Konfliktparteien
- 14. bis 16. September 1985: Gefechtsvorbereitungen (Beziehen der Bereitstellungräume, VRV, Gefechtsbereitschaft) etc.
- 16. bis 20. September 1985: Gefechtsübung

Während der Aufmarschphase von „Rotland“ konzentrierten sich deren Verbände an der Elbe westlich von Hamburg und wurden mit Fähren der Flusspioniere vom Pionierkommando 800 bei Glückstadt an der Unterelbe und Wedel nach Niedersachsen übergesetzt. Die Pioniere ermöglichten damit einen Flusstransport von 400 Ketten- und 800 Radfahrzeugen, sowie 3.500 Soldaten. Das Übersetzen über die Elbe verlief in zwei Wellen. Am 16. September 1985 zwischen ein Uhr nachts und sechs Uhr morgens setzte ein gut getarntes Truppenkontingent von 1.500 Soldaten mit 500 Fahrzeugen der PzGrenBrig 17 unter Oberst Manfred Eisele über. Die zweite Welle der Hamburger Hausbrigade, insgesamt 3.600 Soldaten inklusive 500 Fahrzeuge, erfolgte am 17. September 1985 mit Fahrzeugen der Heerespioniere und zivilen Fähren. Währenddessen hatte „Blauland“ seine Abwehrlinie zwischen Bremervörde und Lüneburg bezogen und begegnete am 16. September 1985 den Angriff von „Rotland“  in südliche Richtung mit dem Auftrag, diesen zu verzögern. Unter anderem erfolgte bei Scheeßel im Landkreis Rotenburg an der Wümme ein Angriff von „Rot“. Infolge des starken Angriffsdrucks von „Rotland“ war „Blauland“ gezwungen, sich bis zur Höhe der Aller zurückzuziehen. Bei der Ortschaft Hille am Mittellandkanal wurden mittels Heereshubschrauber luftbewegliche Infanterie-Einheiten von „Blau“ abgesetzt, um Brücken für das weitere Vorgehen zu besetzen. Zusammen mit der Heimatschutztruppe gelang es „Blau“ die Brückenköpfe von „Rot“ wieder zu neutralisieren. Danach begannen punktuelle Gegenangriffe von „Blau“, die damit endeten, dass „Rot“ gegen Ende der Übung am 20. September 1985 wieder bis zur fiktiven Demarkationslinie zurückgeschlagen wurden. Über den „Manöver-Kurier“ mit einer Auflagenhöhe von 25.000 Stück konnten erstmals Angehörige den Teilnehmern der Übung „Trutzige Sachsen“ Grüße und Mitteilungen ins Feld schicken. Im Laufe des Manövers besuchte Hamburgs Innensenator Rolf Lange im Feld die Panzergrenadierbrigade 7 aus Hamburg-Fischbek und den Gefechtsstand der Panzergrenadierbrigade 17 aus Hamburg-Rahlstedt.

## Fazit
Das Manöver „Trutzige Sachsen“ wurde beherrscht von ausgesprochenen Schlechtwetterverhältnissen. So herrschte vielerorts Dauerregen vor. Dies hatte zur Folge, dass die Luftwaffe ihre geplanten Tagesleistung von 150 Einsätzen nicht erreichen konnte. Eine weitere Erkenntnis war die Einsicht, dass die Norddeutsche Tiefebene unter Praxisbedingungen als „Panzerschlachtfeld“ aufgrund ihrer zahlreichen Gewässer und damit verbundenen Schwierigkeiten bei der Vorwärtsbewegung wenig geeignet sei. Schnelle Panzervorstöße auf moorigem Unterboden, aufgrund von Unpassierbarkeit bei Starkregenfällen, erwiesen sich als kaum durchführbar. Eine Innovation war die erfolgreiche Erprobung der neuen Artilleriestruktur 85, welche eine tiefgreifende Umgliederung der Artillerieverbände der Bundeswehr zur Folge hatte. Im Zuge der Artilleriestruktur 85 wurde auf Rohrartillerie auf Korpsebene verzichtet. „Trutzige Sachsen“ brachte auch die Änderung des gelboliven Tarnanstrichs für militärische Fahrzeuge in ein neues dreifarbiges Tarnmuster, den Flecktarnanstrich. Außerdem sollte in Zukunft die Verwendung gesundheitsschädlicher Farben verhindert werden.

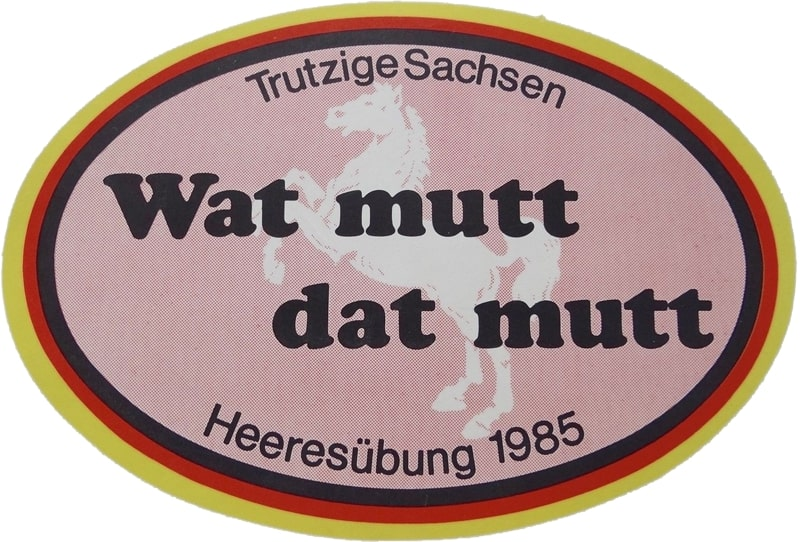
Aufkleber der Heeresübung "Trutzige Sachsen", 1985

## Leitspruch
Als Leitspruch für das Manöver wurde „Wat mutt, dat mutt“ gewählt, um ein Verständnis bei der Zivilbevölkerung für das Manöver zu erreichen.

## Medien
- Die großen Übungen der Bundeswehr 2. DVD. Breucom-Medien, 2011, ISBN 978-3-940433-33-6.